# Festival international du film de Marrakech
Il Festival Internazionale del Film di Marrakech (FIFM, in arabo المهرجان الدولي للفيلم بمراكش‎?)  è un festival cinematografico internazionale che si svolge annualmente a Marrakech, in Marocco.
Il Festival Internazionale del Film di Marrakech è stato fondato nel 2001, e ben presto divenne un prestigioso appuntamento cinematografico tra più noti nel mediterraneo, nonché nel mondo.
Il suo prestigio a livello internazionale è quasi comparabile a quello di Cannes o Venezia in Europa.
Il festival ha ricevuto diversi premi e riconoscimenti di altissimo livello, tra cui, Il Premio Internazionale Roberto Rossellini, "il Premio Fellini"  dalle mani di Marisa Berenson, Artista per la Pace dall'UNESCO ed altri premi internazionali. Il Festival di Marrakech è il terzo al mondo a ricevere tale onorificenza ed è il terzo festival più premiato al mondo.

## Artisti italiani al festival
- Valentina Cervi: Membro della Giuria 2002(Categoria Cortometraggi)
- Valeria Golino: Membro della Giuria 2004
- Stefania Rocca: Membro della Giuria 2005
- Michelangelo Antonioni: premio alla carriera (Omaggio) 2007
- Caterina Murino: Membro della Giuria 2008
- Isabella Ferrari: Membro della Giuria 2009
- Riccardo Scamarcio: Membro della Giuria 2010
- Maya Sansa: Membro della Giuria 2011
- Marco Bellocchio: premio alla carriera (Omaggio) 2011
- Gianluca e Massimiliano De Serio: Premio della Giuria per il miglior regista 2011
- Pierfrancesco Favino: Membro della Giuria 2012
- Paolo Sorrentino: Membro della Giuria 2013
- Andrea Pallaoro: Il Premio Miglior Regista 2013 (USA - Italia - Messico)
- Mario Martone Membro della Giuria 2014
- Sergio Castellitto Membro della Giuria 2015
- Valeria Bruni Tedeschi  e Valeria Golino Membri della Giuria 2015(Categoria Cortometraggi)

## Panoramica

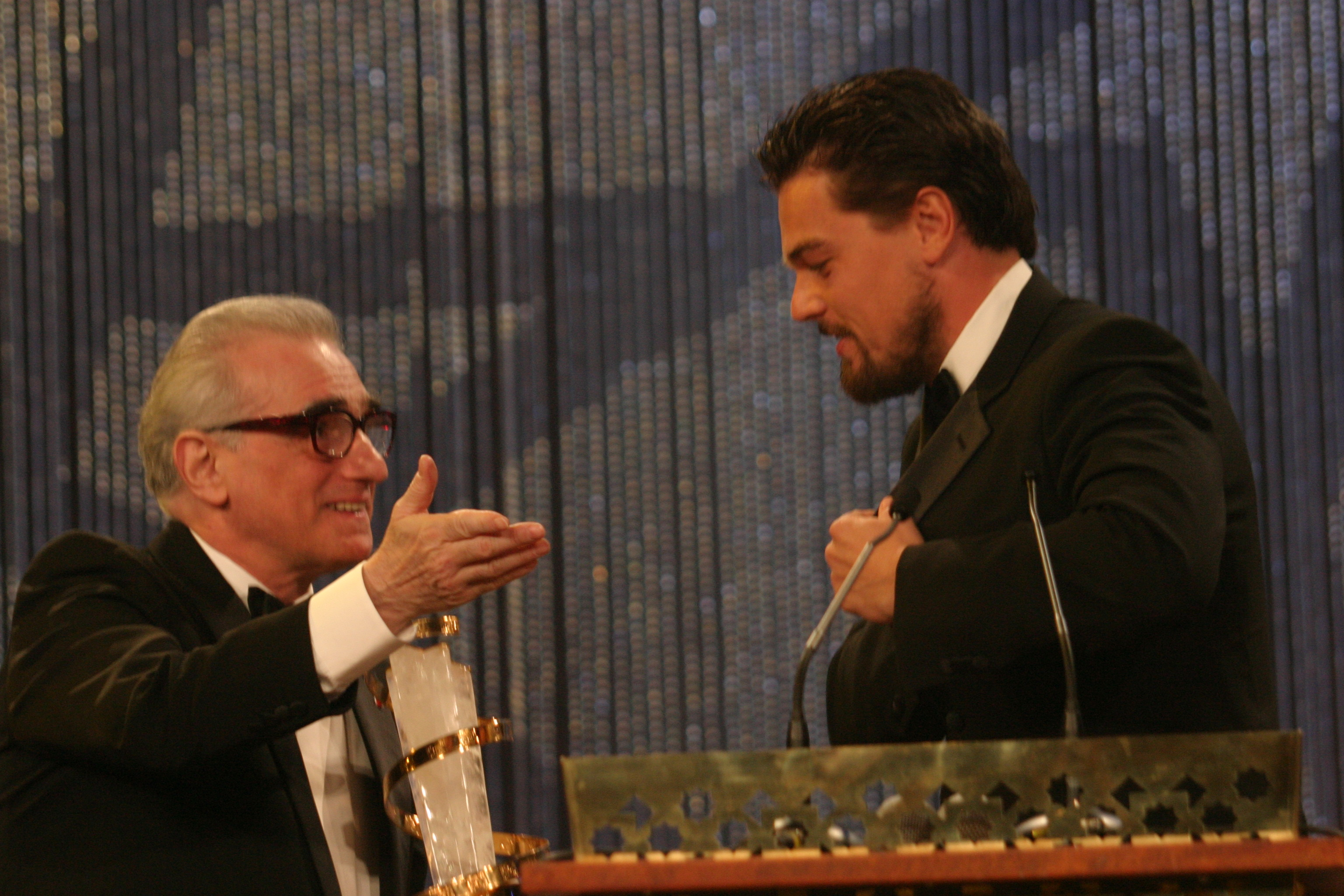
Martin Scorsese e Leonardo DiCaprio Festival Internazionale del Film di Marrakech.

La giuria del festival è composta da registi, attori e personaggi, ma anche scrittori, che premiano con l'Étoile d'or, la miglior produzione marocchina e straniera di lunghi e cortometraggi.

### Giuria del 2013
La Giuria della 13 ° edizione del Festival Internazionale del Film di Marrakech.
- Martin Scorsese (presidente) - Paolo Sorrentino - Marion Cotillard - Narjiss Nejjar - Patricia Clarkson - Fatih Akın - Golshifteh Farahani - Amat Escalante - Park Chan-wook - Anurag Kashyap

## Premi

### Étoile d'or/Golden Star
| Anno | Film                    | Regista (i)                                  | Nazionalità del Regista (al momento dell'uscita del film) |
| ---- | ----------------------- | -------------------------------------------- | --------------------------------------------------------- |
| 2001 | Inch'Allah Dimanche     | Yamina Benguigui                             | Francia                                                   |
| 2002 | Go                      | Isao Yukisada                                | Giappone                                                  |
| 2003 | Benvenuto Mr. President | Pjer Žalica                                  | Bosnia ed Erzegovina                                      |
| 2004 | Sideways                | Alexander Payne                              | Stati Uniti                                               |
| 2005 | Saratan                 | Ernest Abdyshaparov                          | Kirghizistan                                              |
| 2006 | The Red Cockatoo        | Dominik Graf                                 | Germania                                                  |
| 2007 | Autumn Ball             | Veiko Õunpuu                                 | Estonia                                                   |
| 2008 | Wild Field (Dikoe Pole) | Michail Konstantinovič Kalatozov (1959–2009) | Russia                                                    |
| 2009 | Norteado                | Rigoberto Pérezcano                          | Messico                                                   |
| 2010 | The Journals of Musan   | Park Jung-Bum                                | Corea del Sud                                             |
| 2011 | Out of Bounds           | Frederikke Aspöck                            | Danimarca                                                 |
| 2012 | L'Attentat              | Ziad Doueiri                                 | Libano                                                    |
| 2013 | Han Gong-ju             | Lee Su-jin                                   | Corea del Sud                                             |
| 2014 | Corrections Class       | Ivan I. Tverdovsky                           | Russia                                                    |

### Il Premio della Giuria
| Anno | Film                                   | Regista (i)              | Nazionalità del Regista (al momento dell'uscita del film) |  |
| ---- | -------------------------------------- | ------------------------ | --------------------------------------------------------- |  |
| 2001 | The Unsaid                             | Tom McLoughlin           | Stati Uniti                                               |  |
| 2002 | Sognando Beckham                       | Gurinder Chadha          | Regno Unito                                               |  |
| 2003 | Station Agent                          | Thomas McCarthy          | Stati Uniti                                               |  |
| 2004 | Electric Shadows (Meng ying tong nian) | Xiao Jiang               | Cina                                                      |  |
| 2004 | Moolaadé                               | Ousmane Sembène          | Senegal                                                   |  |
| 2005 | C.R.A.Z.Y.                             | Jean-Marc Vallée         | Canada                                                    |  |
| 2005 | Bab al-Makam                           | Mohamed Malas            | Tunisia                                                   |  |
| 2006 | The Paper Will Be Blue                 | Radu Muntean             | Romania                                                   |  |
| 2007 | The Hard-Hearted                       | Alexey Mizgirev          | Russia                                                    |  |
| 2007 | Tirador                                | Brillante Mendoza        | Filippine                                                 |  |
| 2008 | The Shaft (Dixia de tiankong)          | Chi Zhang                | Cina                                                      |  |
| 2009 | Les Barons                             | Nabil Ben Yadir          | Belgio                                                    |  |
| 2009 | My daughter                            | Charlotte Lim Lay Kuen   | Malaysia                                                  |  |
| 2010 | Becloud                                | Alejandro Gerber Bicecci | Messico                                                   |  |
| 2010 | Beyond the Steppes                     | Vanja d’Alcantara        | Belgio                                                    |  |
| 2011 | Snowtown                               | Justin Kurzel            | Australia                                                 |  |
| 2012 | A Hijacking                            | Tobias Lindholm          | Danimarca                                                 |  |
| 2012 | Taboor                                 | Vahid Vakilifar          | Iran                                                      |  |
| 2013 | La Piscina                             | Carlos M. Quintela       | Cuba                                                      |  |

### Miglior attrice

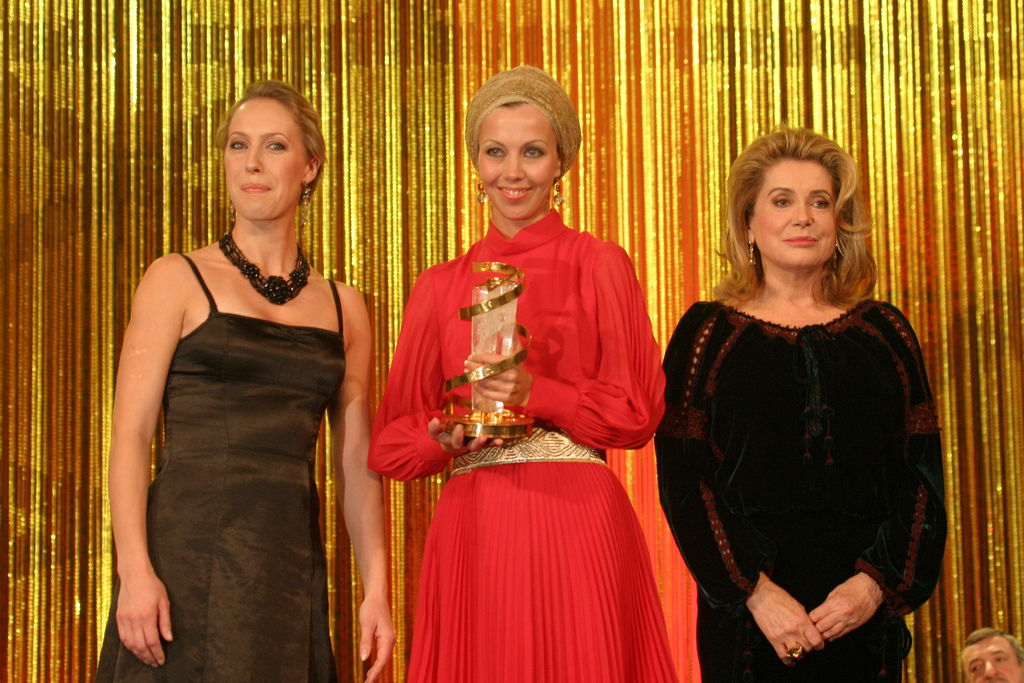
Veiko Õunpuu premio Étoile d’or - Festival Internazionale del Film di Marrakech.

| Anno | attore            | Film                                                  |
| ---- | ----------------- | ----------------------------------------------------- |
| 2001 | Chaïbia Adraoui   | Mona Saber                                            |
| 2002 | Clara Khoury      | Rana's Wedding                                        |
| 2003 | Najat Benssallem  | Raja                                                  |
| 2004 | Vera Farmiga      | Down to the Bone                                      |
| 2005 | Shirley Henderson | Frozen                                                |
| 2006 | Fatou N'Diaye     | A Sunday in Kigali                                    |
| 2007 | Jo Yeong-jin      | With the Girl of Black Soil (Geomen tangyi sonyeo oi) |
| 2008 | Melissa Leo       | Frozen River - Fiume di ghiaccio                      |
| 2009 | Lotte Verbeek     | Nothing Personal                                      |
| 2010 | non assegnato     | non assegnato                                         |
| 2011 | Joslyn Jensen     | Without                                               |
| 2012 | Elina Reinold     | Mushrooming                                           |
| 2013 | Alicia Vikander   | Hotell                                                |
| 2014 | Clotilde Hesme    | Le Dernier Coup de marteau                            |

### Miglior attore
| Anno | attore                       | Film                     |
| ---- | ---------------------------- | ------------------------ |
| 2001 | Jacques Dutronc              | C'est la vie             |
| 2002 | Yusikhe Kebozuka             | Go                       |
| 2003 | Bogdan Diklic                | Benvenuto Mr. President  |
| 2004 | Bogdan Stupka                | Our Own (Svoi)           |
| 2005 | Daniel Day-Lewis             | La storia di Jack & Rose |
| 2006 | Max Riemelt                  | The Red Cockatoo         |
| 2007 | Tommi Korpela                | Man's Job (Miehen työ)   |
| 2008 | Eero Aho                     | Tears of April           |
| 2009 | Cyron Melville               | Vanvittig forelsket      |
| 2010 | non assegnato                | non assegnato            |
| 2011 | Daniel Henshall              | Snowtown                 |
| 2012 | Søren Malling                | A Hijacking              |
| 2013 | Didier Michon & Slimane Dazi | Fevers (Fièvres)         |
| 2014 | Benjamin Lutzke              | Chrieg                   |

### Premio della Giuria per il miglior regista
| Anno | Film                        | Regia                            | Nazionalità del Regista (al momento dell'uscita del film) |
| ---- | --------------------------- | -------------------------------- | --------------------------------------------------------- |
| 2011 | Sette opere di misericordia | Gianluca e Massimiliano De Serio | Italia                                                    |

### Premio per la migliore interpretazione
| Anno | Film           | Regista (i)  | Nazionalità del Regista (al momento dell'uscita del film) |
| ---- | -------------- | ------------ | --------------------------------------------------------- |
| 2010 | Animal Kingdom | David Michôd | Australia                                                 |
| 2010 | Die Fremde     | Feo Aladag   | Germania                                                  |

### Il Premio Miglior Regista
| Anno | Film        | Regista (i)        | Nazionalità del Regista (al momento dell'uscita del film) |
| ---- | ----------- | ------------------ | --------------------------------------------------------- |
| 2002 | City of God | Fernando Meirelles | Brasile                                                   |
| 2003 | Zatōichi    | Takeshi Kitano     | Giappone                                                  |
| 2013 | Medeas      | Andrea Pallaoro    | Stati Uniti                                               |

### Migliore Sceneggiatura Premio
| Anno | Film                        | Regista (i)    | Nazionalità del Regista (al momento dell'uscita del film) |
| ---- | --------------------------- | -------------- | --------------------------------------------------------- |
| 2002 | Matir Moina (The Clay Bird) | Tareque Masud  | Bangladesh                                                |
| 2003 | Cry No More                 | Narjiss Nejjar | Francia                                                   |

### Golden Star/Gran Premio Short Film (Corto)
| Anno | Film                    | Regista (i)         | Nazionalità del Regista (al momento dell'uscita del film) |
| ---- | ----------------------- | ------------------- | --------------------------------------------------------- |
| 2002 | Chiffons (Batang trapo) | Ramon Mez de Guzman | Filippine                                                 |
| 2003 | Hymne à la gazelle      | Stéphanie Duvivier  | Francia                                                   |

### Premio speciale della giuria Short Film (Corto)
| Anno | Film    | Regista (i)  | Nazionalità del Regista (al momento dell'uscita del film) |
| ---- | ------- | ------------ | --------------------------------------------------------- |
| 2002 | Malcolm | Baker Karim  | Svezia                                                    |
| 2003 | Haçla   | Tariq Teguia | Francia                                                   |

### Il Cinécoles Corto Film Prize
The Short Film Prize Cinécoles è un premio aggiunto nel 2010 ed è dedicato ai nuovi talenti cinematografici, aperto a studenti di scuole e istituti cinematografici del Marocco.
Il Premio Cinécoles consiste in una borsa di studio del valore di 300.000 dirhams offerta dalla Fondazione FIFM.
| Anno | Film (Corto)            | Regista (i)                    |
| ---- | ----------------------- | ------------------------------ |
| 2010 | Apnée                   | Mahassine El Hachadi           |
| 2011 | L'Arroseur              | Mohamed Aouad                  |
| 2012 | Mejor Une vie meilleure | Tarik Leihemdi                 |
| 2013 | Bad                     | Ayoub Lahnoud & Alaa Akaaboune |
| 2014 | Dalto                   | Essam Doukhou                  |

## Tributi/hommages
Fin dalla sua fondazione il Festival Internazionale del Film di Marrakech, in ogni sua edizione ha sempre reso omaggio alle personalità del cinema di tutto il mondo.
Il festival ha reso omaggio anche alla cinematografia:

Marocchina (2004), Spagnola (2005), Italiana (2006), Egiziana (2007), Britannica (2008), Sud-Coreana (2009), Francese (2010), Messicana (2011), Indiana (2012), Scandinavo (2013), Japanese (2014), Canadese (2015).
- 2001 - Omar Sharif - Claude Lelouch - John Boorman
- 2002 - Francis Ford Coppola - David Lynch - Martin Scorsese
- 2003 Daniel Toscan du Plantier - Amina Rachid - Alain Delon - Yousra - Oliver Stone
- 2004 - Claudia Cardinale - Sir Sean Connery  - Yusuf Shahin
- 2005 - Martin Scorsese - Abbas Kiarostami - Amidou - Yash Chopra
- 2006 - Susan Sarandon - Mohamed Majd - Tewfik Salah - Kajol Mukherjee-Devgan - Ajay Devgn - Jia Zhangke
- 2007 - Leonardo DiCaprio - Michelangelo Antonioni - Mustapha Derkaoui - Shinji Aoyama - Abel Ferrara - Ahmed Baha Attia - Ingmar Bergman - Omaggio alla cinematografia egiziana per i suoi 100 anni.
- 2008 - Sigourney Weaver - Michelle Yeoh - Yusuf Shahin  - Andrej Končalovskij
- 2009 - Sir Ben Kingsley - Christopher Walken - Saïd Taghmaoui - Emir Kusturica
- 2010 - Mohamed Abderrahman Tazi - James Caan - Harvey Keitel - Kiyoshi Kurosawa - Larbi Doghmi
- 2011 Forest Whitaker - Marco Bellocchio - Mohamed Bastaoui - Terry Gilliam - Roschdy Zem - Shah Rukh Khan
- 2012 Karim Abouobayd - Isabelle Huppert - Jonathan Demme - Zhāng Yìmóu
- 2013 Sharon Stone - Fernando Ezequiel Solanas - Mohamed Khouyi - Hirokazu Kore-eda - Juliette Binoche
- 2014 - Viggo Mortensen - Jeremy Irons - Adel Imam - Zakaria Alaoui - Khadija Alami - Cinema Giapponese .
- 2015 - Bill Murray - Willem Dafoe - Park Chan-Wook - Madhuri Dixit - Kamal Derkaoui.